# Jan Jacob Alfried de Laet
Jan Jacob Alfried de Laet (Antwerpen, 13 december 1815 – 22 april 1891) was een Vlaams dichter, prozaschrijver, Belgisch volksvertegenwoordiger en een belangrijk figuur uit de Vlaamse Beweging. 

## Levensloop
Jan de Laet was de enige zoon van landmeter Jan Jozef De Laet, die als ambtenaar bij het Bestuur van de Waterstaat werkte, en van Marie Jeanne Herwegh. De Laet volgde de lessen aan het Atheneum, studeerde in 1839 geneeskunde aan de Katholieke Universiteit Leuven en werkte korte tijd als geneesheer in Ranst en Antwerpen. Hij huwde in 1840 met Johanna Gons, de zuster van de Antwerpse kunstschilder Frans Gons. 
Daarna ging hij in de journalistiek. Eerst werkte hij voor een aantal Antwerpse en Brusselse dagbladen. In 1844 begon hij met Domien Sleeckx en Van de Velde het eerste Vlaamse dagblad in Brussel, Vlaemsch België. Nadat dit blad enkele jaren later ophield te bestaan, was hij van 1848 tot 1853 hoofdredacteur van Journal d’Anvers en van 1853 tot 1854 hoofdredacteur van Emancipation in Brussel. 
Daarna begon hij in 1854 een broodbakkerij in Brussel en Antwerpen. In 1863 werd hij lid van de Belgische Kamer, wat hij bleef tot zijn overlijden in 1891.
Ook was De Laet actief als letterkundige. Met Theodoor Van Ryswyck en zijn vriend Hendrik Conscience, behoorde hij tot de eerste Vlaamse romantische school. Zoals andere schrijvers van zijn generatie publiceerde hij aanvankelijk in het Frans. Onder het pseudoniem Jozef Colvenier vertaalde hij verhalen uit het Frans en uit het Duits. Ook schreef hij enkele Franse werken. Andere pseudoniemen waren Felix Bogaerts en Robbert Van Halmale. Onder het pseudoniem Johan Alfried de Laet schreef hij eveneens gedichten. Zijn werk wordt beschouwd als de beste Vlaamse poëzie van zijn tijd.
De Laet was van bij de stichting op 8 juli 1886 tot aan zijn dood werkend lid van de Koninklijke Vlaamsche Academie voor Taal- en Letterkunde, waarvan hij in 1889 bestuurder was. Vanaf het jaar 1889-90 trad hij af als bestuurder en nam hij geen zitting meer vanwege zijn slechte gezondheidstoestand. 

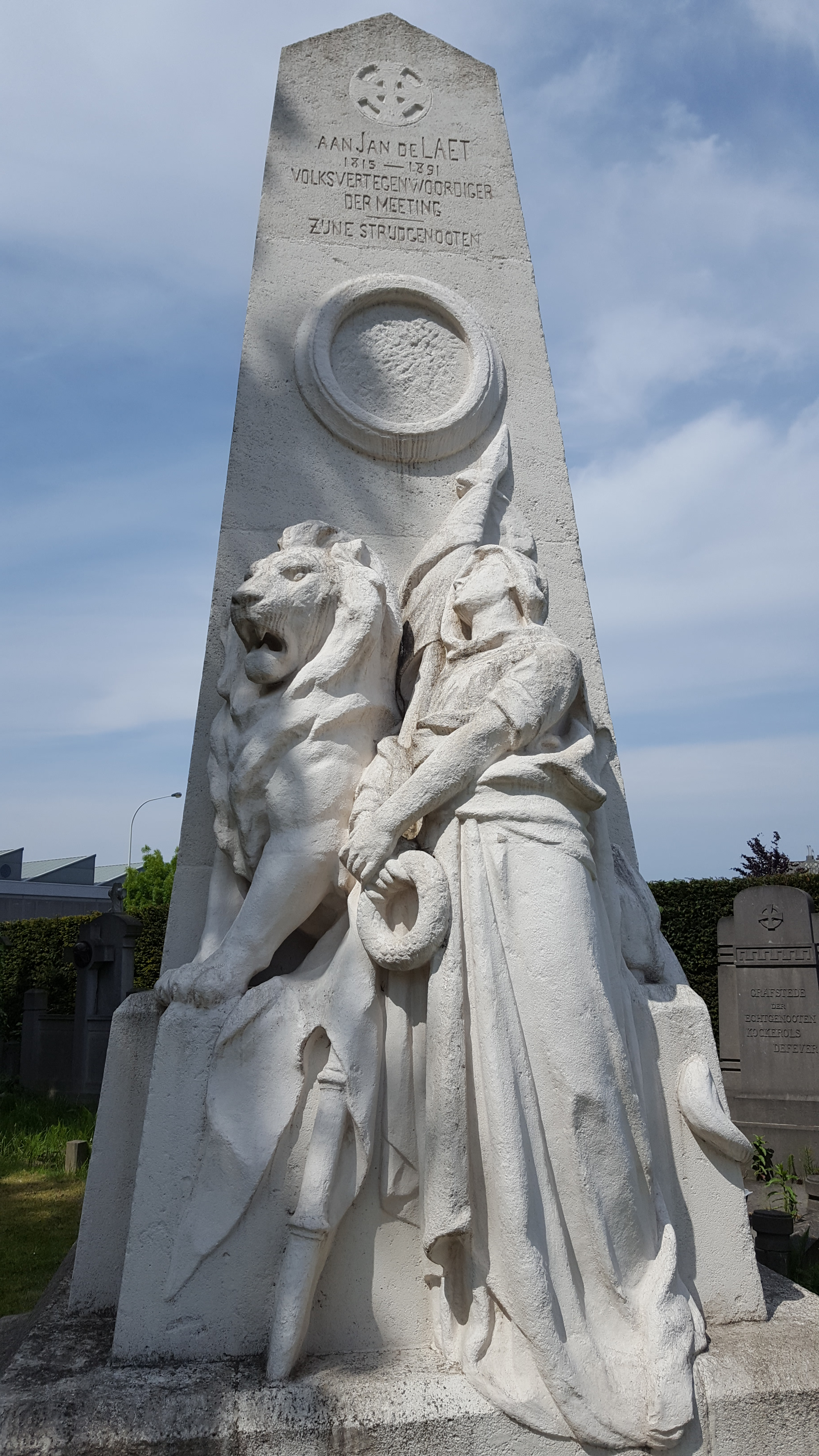

Hij ligt begraven op de Sint Fredegandus begraafplaats in Deurne. Het grafmonument uit 1908 is vermoedelijk van de beeldhouwer Albert Baggen.
Zijn dochter Elisabeth De Laet (1841-1909) trouwde met de flamboyante Brugse advocaat Joseph Herreboudt.

## Vlaamse Beweging
Bij de parlementsverkiezingen van 1854 werd De Laet voorgedragen als Vlaamsgezinde kandidaat op een coalitielijst van radicale liberalen, Vlaamsgezinden en katholieken, ter verdediging van enkele randgemeenten tegen hun inlijving bij Brussel. Hij werd niet verkozen en was de volgende jaren niet meer politiek actief.
In 1861 werd De Laet lid van de Nederduitsche Bond die de Vlaamse drukkingsgroep werd binnen de Antwerpse Meetingpartij. Als vertegenwoordiger van de Meetingpartij werd De Laet in 1863 voor het arrondissement Antwerpen verkozen in de Kamer van volksvertegenwoordigers, waar hij bleef zetelen tot aan zijn dood in 1891. Op 12 november legde hij zijn grondwettelijke eed af in het Nederlands. Omdat er geen officiële Nederlandstalige formule voor die eed bestond, stelde De Laet de dag tevoren de ouderdomsdeken van de Kamer, baron Le Bailly de Tilleghem, ervan op de hoogte dat hij de formule ”Ik zweer de Grondwet na te leven” zou gebruiken. Er kwam geen bezwaar. Het zou wel nog tot 1888 duren vooraleer Edward Coremans voor het eerst in het Parlement een redevoering zou houden in het Nederlands. 
Met De Laet evolueerde de Vlaamse beweging van een literaire naar een politieke beweging. Hij stond achter de Vlaamse voorstellen van het verzoekschrift van 1840, het zogenaamde Vlaamse petitionnement, en van de grievencommissie, die actief was van 1856 tot 1859. Namens de parlementaire ‘commissie van Vertoogen’ stelde hij op 5 mei 1866 zijn verslag voor aan de Belgische volksvertegenwoordiging over ‘de Vlaamsche Zaak’.  De Laet ligt met zijn wetsvoorstel van 1876 aan de basis van de tweede Belgische taalwet, naar hem de wet-De Laet genoemd, die het Vlaams in de administratie invoerde.

## Veroordelingen
In de nasleep van een betwisting rond de door de stad aangekochte militaire domeinen, werd Jan de Laet in 1870 veroordeeld tot het betalen van een schadevergoeding aan de kinderen van Jan-Baptist Van Ryswyck (1818-1869). Dichter en gemeenteraadslid Van Rijswijck had de toenmalige Antwerse schepen de Laet in 1865 in het liberale dagblad De Koophandel ervan verdacht fooien te hebben aanvaard.  Daarop spande de Laet een proces in wegens laster. Daarbij werd Van Ryswyck veroordeeld en uiteindelijk in 1867 enkele weken gevangengezet omdat hij de schadevergoeding niet kon of wilde betalen. Nadat later nieuwe feiten aan het licht kwamen, volgden nieuwe processen en werd Van Ryswyck kort voor zijn dood in eer hersteld.
In 1865 kwam het bij een bespreking in de Kamer van een ministeriële circulaire over de aanwerving van vrijwilligers voor de Mexicaanse burgeroorlog, tot een incident tussen Jan de Laet en de toenmalige Minister van oorlog, baron Pierre Chazal. Dit leidde tot een illegaal duel dat op 8 april met vuurwapens werd uitgevochten. Daarbij werd de minister lichtgewond. Beiden werden daarvoor veroordeeld door het Hof van Cassatie, maar de straf werd hun later kwijtgescholden.

## Werken
- De vloek, novelle, Antwerpen, 1840
- Het huis van Wesenbeke, historische roman, Antwerpen, 1842
- Herman de Schaliedekker, Antwerpen, 1844
- Doctor Van Droomenveldt, novelle, Antwerpen,1845
- De Vlaemsche Beweging. Een antwoord aan de Revue nationale, Antwerpen, 1845
- Gedichten, Antwerpen, 1848
- De l'annexion à la ville de Bruxelles des communes suburbaines considérée au point de vue national, 1854
- Vlaamsche zaak, verslag van den heer J.A. de Laet, namens de Commissie van vertoogen, uitgegeven door het Vlaamsch Fonds, Kamer van volksvertegenwoordigers, aangeboden in zitting van 5 mei 1866. Antwerpen, 1866.

## Vernoemingen
- Jan de Laetstraat in Antwerpen, wijk Oud-Borgerhout (of Borgerhout-intramuros)
- wet-de Laet, de tweede Belgische taalwet uit 1878